# ميغيل روبلس
ميغيل روبلس (بالإسبانية: Miguel Robles) هو سباح مكسيكي، ولد في 12 يوليو 1987 في مونتيري في المكسيك.